# 彼得羅利亞 (伊利諾伊州)
彼得羅利亞（英語：Petrolia）是位於美國伊利諾伊州勞倫斯縣的一個非建制地區。該地的面積和人口皆未知。

## 地理
彼得羅利亞的座標為38°45′38″N 87°46′44″W / 38.76056°N 87.77889°W，而該地的平均海拔高度為138米（即453英尺）。